# Rui Pinto de Almeida
Rui Pinto de Almeida (27 de novembro de 1960) é produtor, professor e realisador televisão português.
Formou-se no Centro de Formação da RTP, a escola de formação de técnicos e jornalistas da estação pública portuguesa, onde frequentou os cursos de operador, assistente de realização, assistente de produção e realização e onde aprendeu as técnicas de realização televisiva que mais tarde o ajudariam a consolidar a realização e produção de documentários televisivos.
Foi operador de câmara, assistente de realização e tornou-se realizador em 1998. Integrou o projecto pioneiro do primeiro canal de notícias português, CNL, que mais tarde veio a ser adquirido pela SIC e substituido pela SIC Notícias, inspirada no antigo canal. Posteriormente, fez parte do projecto TV Interactiva para TV Cabo. Foi igualmente co-responsável pela continuidade das emissões do canal Sport TV, em Portugal.
Em 2002, tornou-se produtor independente, tendo produzido e realizado desde então vários documentários para canais televisivos nacionais e estrangeiros, em parceria com Alexandrina Pereira. Entre os documentários realizados estão Operação Nó Górdio, A Batalha de La Lys e A Batalha de Aljubarrota, já exibidos no canal 2:, e Na Esteira de Egas Moniz, exibido no The History Channel. No ano de 2008, estreia três documentários históricos: Dom Manuel II, o rei traído e a série de dois episódios Decreto-lei 22.992 - Crime Continuado que versa o período de 1926 a 1974 em Portugal. Conta com a participação de, entre outras personalidades, Adriano Moreira, Francisco Pinto Balsemão, Mário Soares e Edmundo Pedro.
Foi professor no ISTEC, onde lecionou, entre 1998 e 2013, as cadeiras de Comunicação e Imagem e Técnicas de Áudio e Vídeo para Internet.